# Каширин (Волгоградская область)
Каширин — хутор в Среднеахтубинском районе Волгоградской области России.
Входит в состав Куйбышевского сельского поселения.

## География
находится у ерика Каширин. На хуторе имеются две улицы — Заречная и Лесная.
Географическое положение
Расстояние до:
районного центра Средняя Ахтуба: 7 км.
областного центра Волгоград: 23 км.
Ближайшие населённые пункты
Стахановец 1 км, Красный 3 км, Ясная Поляна 3 км, Куйбышев 3 км, Вязовка 3 км, Кочетково 4 км, Первомайский 5 км, Колхозная Ахтуба 5 км, Великий Октябрь 5 км, Новенький 6 км, Рыбачий 6 км, Шумроватый 6 км, Красный Сад 6 км, Невидимка 6 км, Средняя Ахтуба 7 км, Третий Решающий 7 км, Киляковка 7 км, Суходол 8 км, Максима Горького 9 км, Калинина 9 км, Чапаевец 9 км

## Население
| 2010 |
| ---- |
| 4    |